# Ketsui
Ketsui - Kizuna Jigoku Tachi är ett arkadspel från den japanska tillverkaren Cave tillverkat 2002. Ketsui är av typen "shmup" (shoot 'em up) eller vertical shooter och tillhör Bullet Hell-subgenren. Många av Caves shooters spelas vertikalt, det vill säga att bilden rullar neråt så att det ser ut som om spelaren åker framåt. Spelet är byggt runt ett PCB (Printed Circuit Board), dvs. ett kretskort. Upp till två spelare kan spela samtidigt. Spelet är portat både till Xbox 360 och Playstation 3 men endast utgivet i Japan. Playstation 3-versionen av spelet har inget regionskydd och kan spelas på europeiska maskiner.
Spelet portades senare i en bantad Boss Rush-version till Nintendo DS som heter Ketsui DEATH LABEL.

## Handling
Enkelt förklarat så ska man som spelare styra en helikopter (det finns två olika att välja på) med diverse specialvapen. Det är spelaren mot flera hundra militära fiender. Det gäller att tänka ut hur man ska skjuta på fienderna (mönster) för att få så många poäng som möjligt. Ibland blir det många skott på skärmen, oftast färgade bollar eller linjer. Denna situation kallas bullet time och skall utnyttjas av spelaren, då spelet stannar upp för en stund, så kallad "slow motion". Ketsui är känt för att vara den mest aggressiva shootern rent spelmässigt från Cave då man ibland behöver ta sig mycket nära fienden. Ju närmre fienden är när man skjuter ner dem desto fler poäng får man, spelet går igenom två loopar innan man når slutbossen